# Lajes das Flores
Lajes das Flores ([ˈlaʒɨʒ ðɐʃ ˈfloɾɨʃ] ) ist eine portugiesische Vila (Kleinstadt) auf der Insel Flores, die zu den westlichen Azoren gehört. Sie ist das Verwaltungszentrum des gleichnamigen Kreises (Município).

## Geografie
Lajes das Flores ist der südlichste Ort der Insel.

## Geschichte
Lajes entstand zu Beginn des 16. Jahrhunderts und ist eine der ältesten Siedlungen auf Flores.

## Sehenswürdigkeiten
Die Hauptkirche Igreja Matriz Nossa Senhora do Rosário wurde von 1763 bis 1783 errichtet. Ihre heutige Form, mit der zum Meer weisenden, gekachelten Fassade, erhielt sie im 19. Jahrhundert.
In der Nähe des Hafens gibt es ein kleines Museum zur Geschichte des Walfangs.
Der 1910 in Betrieb genommene Leuchtturm Farol da Ponta das Lajes auf der Ponta das Lajes hat eine Reichweite von 26 Seemeilen.

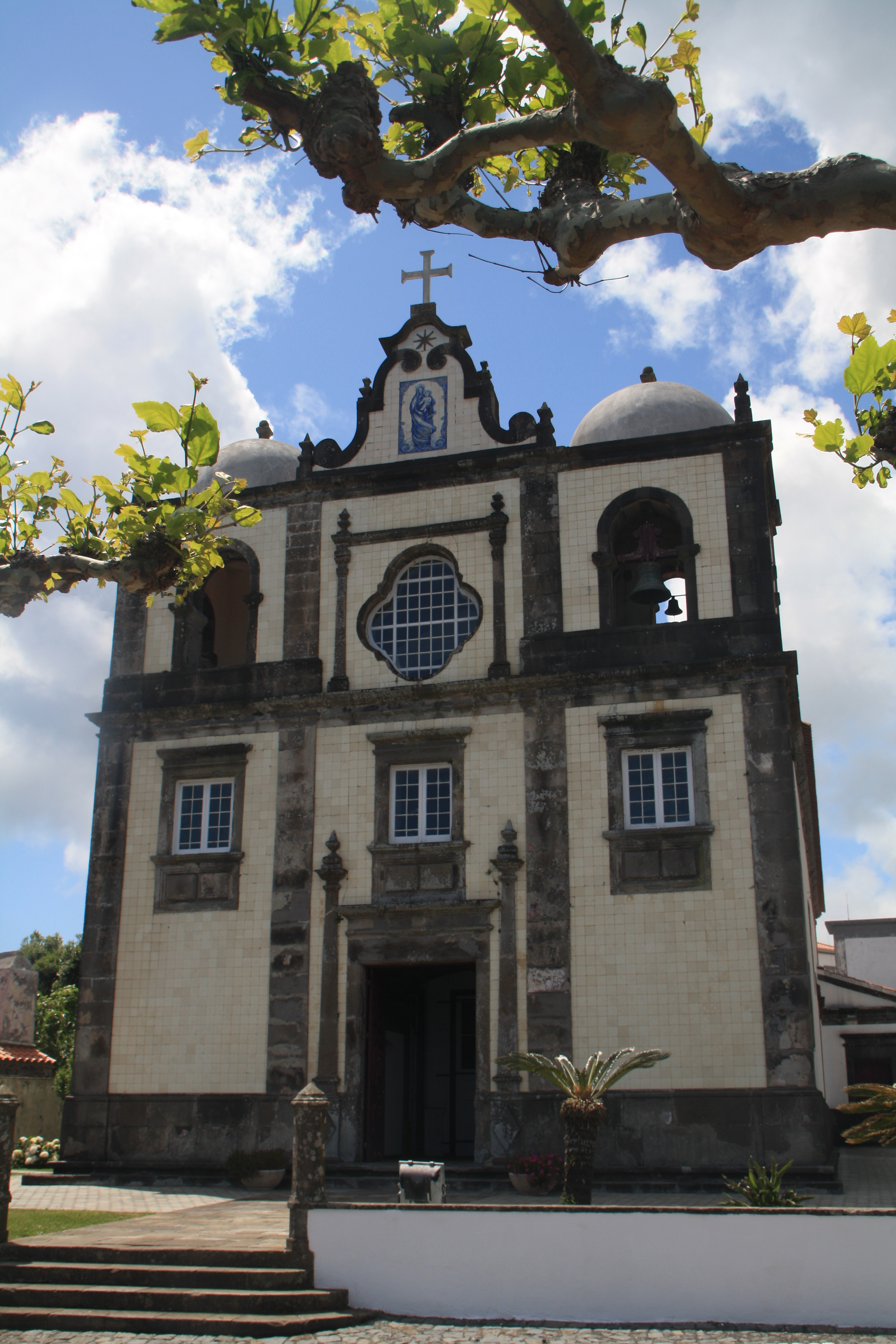
Hauptkirche
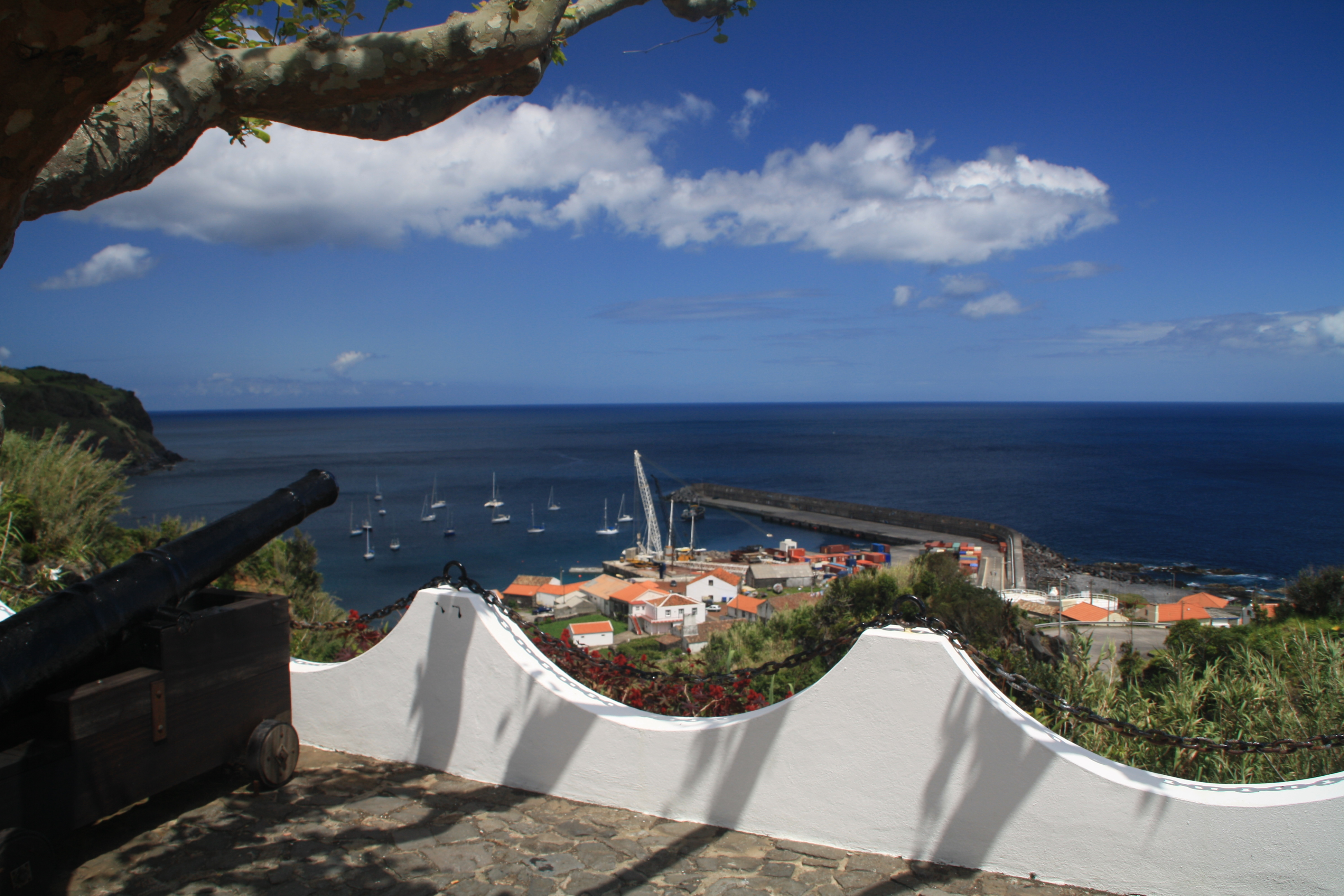
Blick auf den Hafen
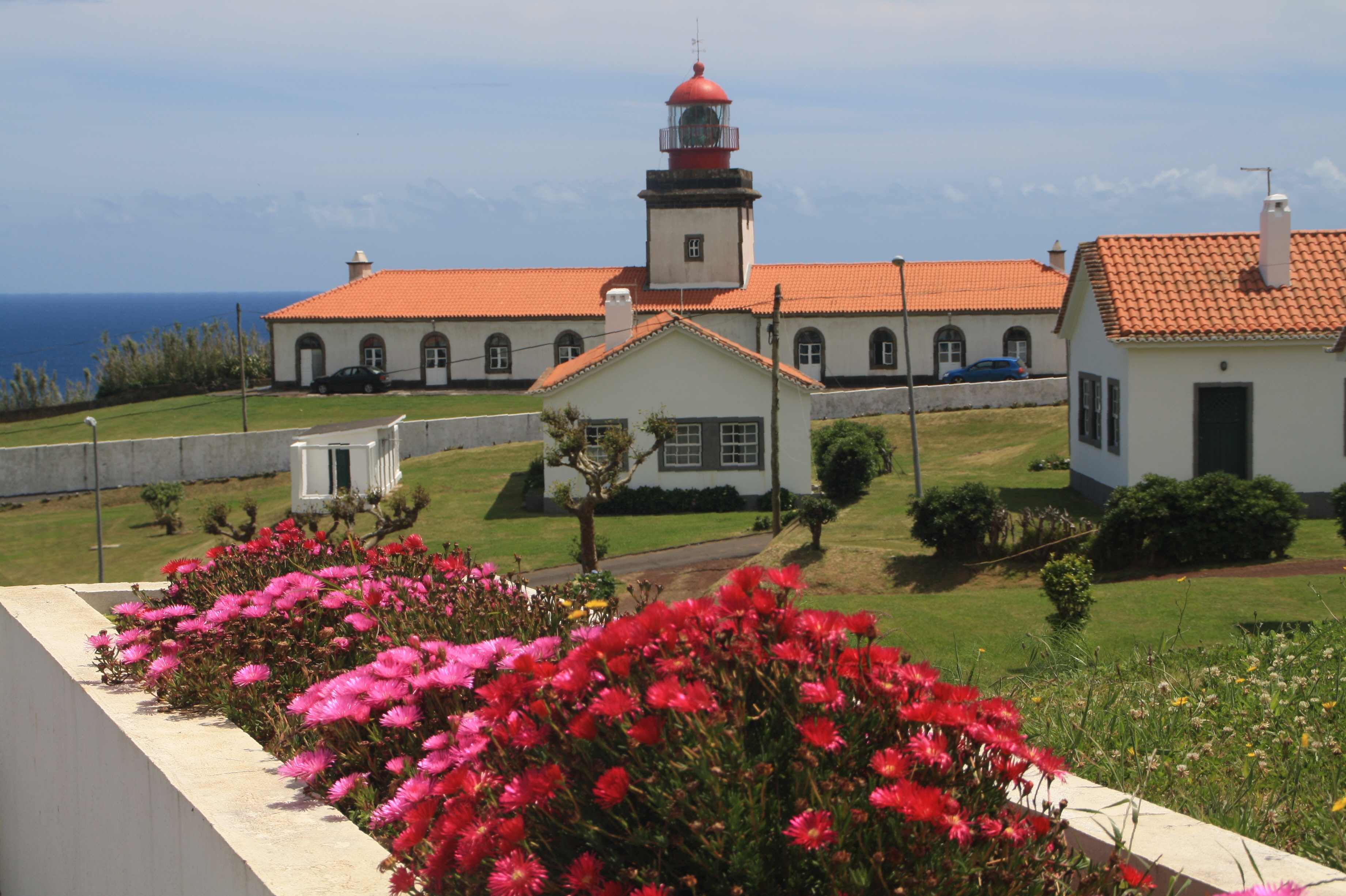
Leuchtturm

## Wirtschaft und Infrastruktur

### Wirtschaft
Die Zeit des Walfangs endete im Jahr 1981. Auch Milchverarbeitung findet seit den 1980er Jahren nicht mehr statt. Der Hafen ist bis 1994 ausgebaut worden und heute der wichtigste Güterumschlagplatz der Insel. Der Tourismus spielt eine relativ geringe Rolle. Immerhin gibt es auf Lajes, als einzige Siedlung auf Flores, einen kleinen Sandstrand.

### Verkehr
Lajes liegt direkt an der Hauptstraße R 1–2, die in nördlicher Richtung über die Inselhauptstadt Santa Cruz nach Ponta Delgada führt. In westlicher Richtung verbindet sie Lajes mit Lajedo und Mosteiro. Der Hafen der Stadt ist der größte auf Flores. Von hier steuert die Fähre der Atlanticoline S.A. ganzjährig 10 bis 12 mal pro Woche Vila do Corvo auf der Nachbarinsel Corvo an. In den Sommermonaten Juli und August verkehrt wöchentlich eine Fähre nach Horta (Faial), São Roque (Pico) und Velas (São Jorge).

### Bildung
In Lajes das Flores gibt es eine Primarschule, eine Realschule und ein Gymnasium.

## Kreis Lajes das Flores
Der Kreis Santa Cruz das Flores nimmt den südlichen Teil von Flores ein. Er grenzt im Norden an den Kreis Santa Cruz das Flores; in den anderen Himmelsrichtungen an den Atlantik. Der Kreis ist in sieben Freguesias (Gemeinden) aufgeteilt:
| Gemeinde               | Einwohner (2021) | Fläche km² | Dichte Einw./km² | LAU- Code |
| ---------------------- | ---------------- | ---------- | ---------------- | --------- |
| Fajã Grande            | 220              | 12,97      | 17               | 480101    |
| Fajãzinha              | 71               | 6,16       | 12               | 480102    |
| Fazenda                | 261              | 9,47       | 28               | 480103    |
| Lajedo                 | 75               | 6,79       | 11               | 480104    |
| Lajes das Flores       | 562              | 18,79      | 30               | 480105    |
| Lomba                  | 200              | 9,87       | 20               | 480106    |
| Mosteiro               | 19               | 5,99       | 3                | 480107    |
| Kreis Lajes das Flores | 1.408            | 70,04      | 20               | 4801      |

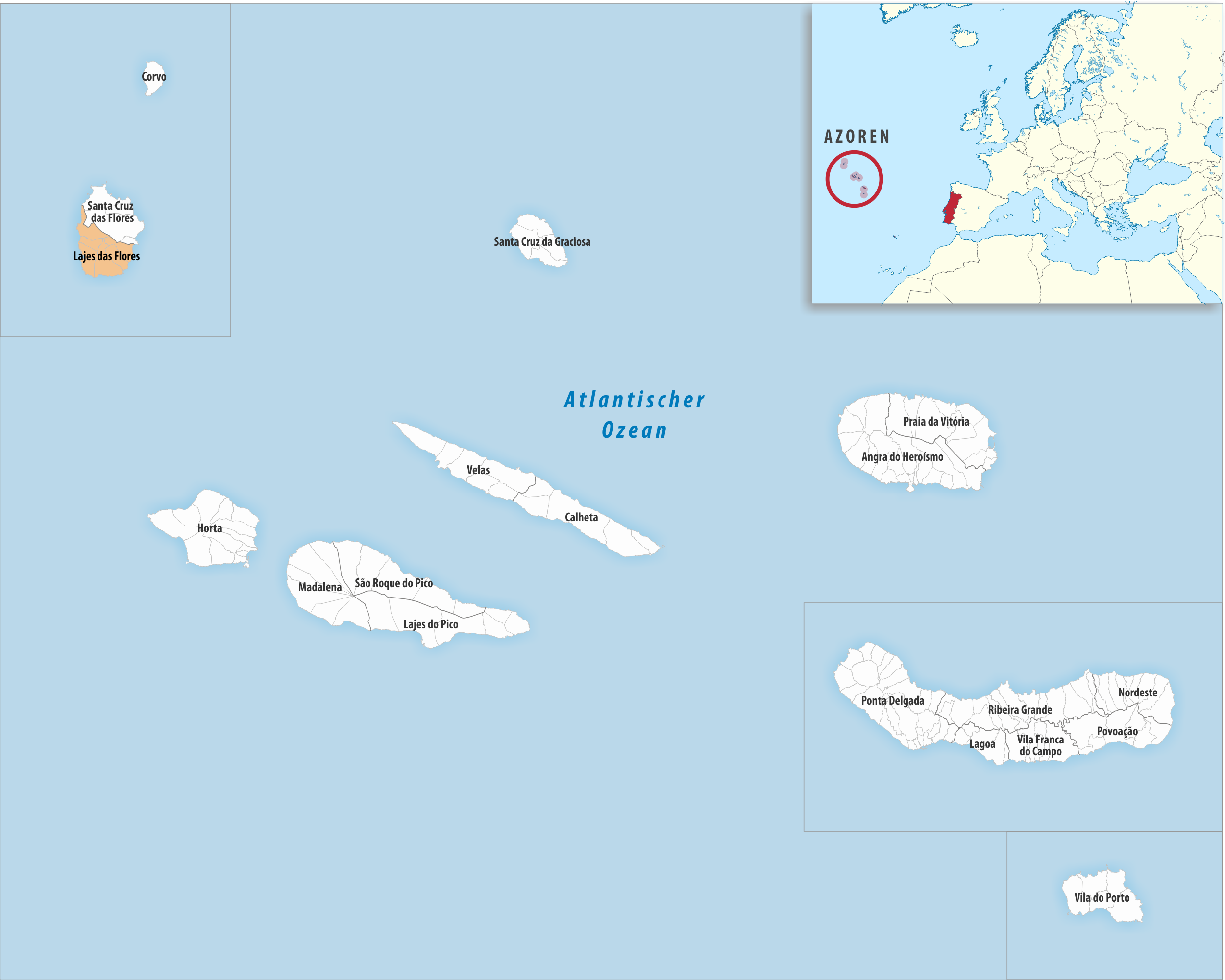
Kreis Lajes das Flores

Die Einwohnerzahl hat seit 1849 ständig abgenommen:
| Einwohnerzahl im Kreis Lajes das Flores | Einwohnerzahl im Kreis Lajes das Flores | Einwohnerzahl im Kreis Lajes das Flores | Einwohnerzahl im Kreis Lajes das Flores | Einwohnerzahl im Kreis Lajes das Flores | Einwohnerzahl im Kreis Lajes das Flores | Einwohnerzahl im Kreis Lajes das Flores | Einwohnerzahl im Kreis Lajes das Flores | Einwohnerzahl im Kreis Lajes das Flores | Einwohnerzahl im Kreis Lajes das Flores |
| --------------------------------------- | --------------------------------------- | --------------------------------------- | --------------------------------------- | --------------------------------------- | --------------------------------------- | --------------------------------------- | --------------------------------------- | --------------------------------------- | --------------------------------------- |
| Jahr                                    | 1849                                    | 1900                                    | 1930                                    | 1960                                    | 1981                                    | 1991                                    | 2001                                    | 2004                                    | 2011                                    |
| Einwohner                               | 5982                                    | 4498                                    | 3508                                    | 3376                                    | 1896                                    | 1701                                    | 1502                                    | 1491                                    | 1503                                    |